# Aphanogmus rasnitsyni
Aphanogmus rasnitsyni (лат.) — вид наездников рода Aphanogmus из семейства Ceraphronidae. Встречаются в России на севере Сибири: Таймыр, Хатангский заповедник. Назван в честь энтомолога А. П. Расницына, собравшего типовой материал в 1971 году.

## Описание
Тело мелкое (около 1,4 мм). От близких видов отлоичается следующими признаками: усики самки с 3-члениковой булавой, второй и третий членики усика примерно равны по длине; ноги коричневые, жвалы, голова, грудь и брюшко темно-коричневые. Грудь латерально сжатая. Имеют короткую и слабоизогнутую радиальную жилку переднего крыла. Антенны самцов 11-члениковые, покрыты длинными волосками, чья длина превышает ширину члеников усика.